# 冒険者たち ガンバと15ひきの仲間
『冒険者たち ガンバと15ひきの仲間』（ぼうけんしゃたち ガンバとじゅうごひきのなかま）は、斎藤惇夫の児童文学作品で、ドブネズミ「ガンバ」とその仲間たちの冒険を描く。挿絵は薮内正幸。
1972年に牧書店（のちアリス館牧新社）で刊行された。岩波書店で新版再刊している。累計発行部数は44万部。

## 概要
前作『グリックの冒険』に登場し、脇役ながら強い印象を残したガンバを主人公としたスピンオフ作品。ガンバの最初の冒険であり、最後でガンバが冒険者として生きていく決心をする。時系列的には『グリックの冒険』よりも前の出来事である。
『グリックの冒険』を執筆していた当時、斎藤は福音館書店への出勤途中、ドブネズミが道路に飛び出してきて危うくトラックに轢かれそうになり、道路の真ん中できょとんとした後に引き返すのを見て面白く感じたのがガンバ誕生のきっかけとなった。『グリックの冒険』でもガンバには主人公にできそうな魅力を感じており、刊行後に読者の子供達からもガンバを主人公とする新作の希望が寄せられたが、「いつか書く」と返事したものの本当に執筆するとは当時思っていなかった。しかし、仕事で八丈島に行った際に四、五匹のイタチを目撃し、そのうちの一匹が斎藤の方を向き、陽光を受けて白く見えたことに驚き、挿絵担当の薮内に話した。そして八丈島のイタチがネズミ退治のために栃木県の養殖所から連れてこられたことを教えられた。それでイタチがいる島で生き残った島のネズミから助けを求められてガンバたちが向かう物語が一挙にできあがり、執筆意欲が湧いたという。

## ストーリー

### 第1部
町に住む町ネズミのガンバは、幼馴染みのマンプクに誘われて海を見る旅に出る。2匹は港でネズミのパーティに参加するが、そこへ全身傷だらけの忠太が現れて助けを求めた。忠太によると夢見が島でイタチのノロイ一族に襲われてネズミ仲間たちが激減しているという。
船乗りネズミのガクシャやヨイショはノロイに会ったが逃げるしかなかった過去を語り、ほとんどのネズミは忠太とともに島に渡ることを拒んだ。ガンバだけがネズミたちの情けなさを嘆き、忠太と共に夢見が島行きの船に乗り込んだ。しかし、ガンバに心を動かされたガクシャやヨイショたちも別経路で船に乗り込んで総勢16匹になった。その中にオイボレもいた。
途中、忠太は一行に状況説明をした。年中温暖で過ごしやすい夢見が島は、ネズミ達にとって快適な島だった。1年前にイタチが現れてネズミが激減、今年の春には100匹ほどになってしまったネズミ達は今後の対策を相談した。忠太のおじのトキだけが、島から逃げる事を提案したが大反対されて1匹だけで港の方へ逃げた。残りの100匹はイタチに囲まれてしまい、散り散りに逃げた。山の中腹の洞穴に辿り着いたのは17匹だけ。食料も少なく8匹が別行動を取り北の山の裏に向かった。痩せ細る家族を置いて忠太は助けを求めて船に乗ってきたのだった。
一行はガンバをリーダーに選び出し、今後の事を話し合った。

### 第2部
島に着いた一行は、イタチに注意しながら忠太の家族のいる北の山を目指して荷馬車に乗ったり、海岸を走っていった。
一行が忠太の家族のいた洞穴に着くと、イタチの痕跡があり誰もいなかったため絶望した。しかし、忠太の家族はイタチから身を隠すように海岸の岩山の穴に避難していただけだった。ガンバたちは、たまたま洞穴を確認しにきた忠太の姉の潮路に会い、共に海岸へと逃げる事になった。そこへさらにイタチの襲撃を受けた高倉ネズミ達も合流し、海岸から少し離れた所にある岩山の穴で忠太の家族と合わせて100匹のネズミ達がイタチを迎え撃つ準備をした。その夜はイタチの襲撃は無かった。
翌日、月が穴を照らすと数の上で優位な高倉ネズミの七郎が、ガンバに代わって全体のリーダーとなりガンバ達を追い出そうとした所、海岸にイタチが現れた。

### 第3部
イタチを前にして弱腰になった七郎に代わり、再びガンバがリーダーになった。宴会の準備をしてネズミたちを招待するというノロイに対し、ガンバやヨイショ、ガクシャ、イカサマ達が舌戦を繰り広げた。ノロイの誘惑に負けそうになるネズミ達が穴から出ようとしたが、潮路の叫びに一同は正気を取り戻し穴に戻った。ノロイは、昼間手出ししないで次の晩に来る事を宣言して去った。
翌朝、ガクシャは祭りの踊りの歌から、年に1度、満月の夜に潮が引いて近くの小島まで泳いで渡れる距離になる事に気付いた。それは明後日の朝なので、泳ぎが上手いイタチの追跡を逃れて渡るためにツブリ達に助けを求めようとガクシャは提案した。日中、イタチは海岸に食料を積んでネズミ達を誘惑し続けた。夜になるとノロイは他のイタチを下がらせて、イカサマとガンバを海岸に招待し食べさせた。安心させて他のネズミ達も呼ぶ作戦だったが、岩陰にイタチ達が潜んでいる事に気付かれ失敗した。失敗続きのノロイはリーダーの座を追われ、イタチ達が小賢しい事はやめて一緒に食べようと提案した。誘いに乗りかけた高倉ネズミ達を抑えてオイボレがイタチの元へ向かった。オイボレの正体はトキという事に忠太の父親が気付いたが、オイボレの決心は変わらず、単身で海岸に乗り込み、イタチの残虐さを身をもって証明して死んだ。
夜が明けてイタチとの闘いが始まり、ガンバとイダテンはツブリの所へ向かった。日のある内にイタチ達は海岸に戻って休んだ。ネズミ達は疲れ切っていたが、いつも通り呑気なボーボによって場が和み、元気を取り戻していった。この日、ノロイは現れなかった。
次の朝、冷たくなっていたボーボの体は海に沈められた。ノロイの監視を逃れながら一行は泳いで小島へ向かったが、途中で見つかってしまったので、ガンバの仲間の11匹が殿を務め、イタチ達に向き合った。ガンバがいない事に気付いたノロイは、ガンバを殺した事にしてネズミ達を揺さぶった。ガンバを信じる潮路が接戦を繰り広げたものの、ノロイの爪で胸を抉られた。ネズミ達は奮闘の甲斐なく一か所に集められ、絶体絶命の危機に晒された。そこへ、ガンバ達が 50羽のオオミズナギドリとともに戻り形勢逆転、泳ぎが得意なイタチ達も空からの攻撃にはなすすべも無く全滅した。そしてネズミ達はツブリ達によって元の島に運ばれた。
忠太が島に残ることを決めた一方、どうしても同行したいという島のネズミが3匹ガンバ達の仲間に加わることになった。ガンバは潮路に告白しようとするも、潮路は息を引き取った。
潮路を埋葬した2日後、ガンバ達は元の港に帰るために船に乗り、ガンバは仲間達とともに冒険者として生きていく事にした。

## キャラクター
ガンバ
本作の主人公。町に住む町ネズミで、名前は「頑張り屋」から付けられた。他のネズミたちは「ヌスット（盗っ人）」「ゴウトウ（強盗）」という名前を挙げていたが、ガンバの余りの強さに恐れをなして「ガンバリヤ」と命名、これが縮まり「ガンバ」になった。日常のちょっとした冒険には飽きていたものの、自分が求めるものが何なのか分からないまま日々を過ごしていたところを、マンプクに誘われて海を見に行くことになる。ノロイの恐ろしさを知らない故に、恐れることなく夢見が島へ向かう決意をしたが、その恐ろしさを知っても一歩も引かない勇気を持つ。自分がリーダーに選ばれたことに当初は困惑していたが、持ち前の勇気と冷静な判断力で仲間たちを導いてゆくことになる。島で恋仲になった潮路をラストで失う。
マンプク
ガンバの幼馴染みの太った町ネズミ。一年に一度の船乗りネズミたちのパーティーのご馳走目当てに、ガンバを誘って海へと連れ出した。食いしん坊で、美食家を自称する。
ガクシャ
ガンバとマンプクが港で最初に出会った船乗りネズミ。ヨイショと共に、海竜丸に乗る100匹のネズミを束ねている。頭がよく、水先案内から医者まで様々な業務をこなす。町ネズミを「世間知らず」とバカにしている節があり、そのためガンバにとって彼の第一印象は非常に悪かった。
ヨイショ
ガクシャとともに、海竜丸に乗る100匹のネズミを束ねている。力が自慢。右目の傷はかつてノロイに襲われた時に付けられたもので、そのためノロイの恐ろしさを誰よりもよく知っている。
イダテン
その名の通り、ネズミたちの中でも群を抜いた俊足の持ち主。白い体毛を持つため「シロハヤブサ」とも呼ばれる。最後の戦いでガンバと競い合いながら、オオミズナギドリ達に助けを求めに行く。
バレット
踊りが得意。スペインでフラメンコの大会に出場し、優勝したことがあるらしい。ノロイとのダンス勝負でも引けを取らないが、多勢に無勢で敗れる。
バス、テノール
コンビで歌うのが得意。シジンを助けて、ノロイ達の歌に対抗して効果を打ち消した。
シジン
即興詩が得意で、ノロイ達の歌に詩吟で対抗して効果を打ち消した。
忠太
島のネズミ。イタチによって重傷を追いながらも何とか船に乗り込み、ガンバたちのいる港へたどり着いた。イタチとの闘いが終わった後は元の港に帰るガンバ一行に同行せず島に残った。潮路の弟。
イカサマ
その名の通り、イカサマが得意。二つのサイコロを常に持ち歩いており、それを振ることである種の占いを行う。自分が夢見が島へ向かうことも占いで決め、上陸前に戦いで重要な仲間が3匹死ぬということも当てている。占いにすべてを頼っているように見えるが、ノロイの監視を避けて小島に向かおうとする時は、成功を占ったサイコロの目をピンゾロの丁に変えて成功する事にし、泳ぎ始める一同の背中を押した。理屈を大事にするガクシャとは言い争いが絶えないが、互いに認め合うところもある（ガクシャは最後のイカサマを見抜いたが敢えて口を噤んだ）。イダテンとは以前から知り合いだった。
ボーボ
港ネズミ。常にぼんやりしているため、周囲からワンテンポ遅れている。本名は別にある。本人曰く「とてもいい名前だったらしい」のだが、周囲からは「ボーボ」とばかり呼ばれ、ついには自分でも本名を忘れてしまったようで、自ら「ボーボ」と名乗っている。結局、本名は最後まで不明のままだった。呑気な発言で周囲を苛立たせたり和ませたりし、それが思いがけず戦いのヒントになることもあった。最後の戦いでも周りを落ち着かせた後、静かに息を引き取った。
映画では黄色いネズミで、首に双眼鏡をぶら下げている。忠太を兄弟のように気遣っていたが、イタチ軍団によって重傷を負い死亡。イカサマに形見のサイコロを渡され、海に沈んでいった。
ジャンプ
港ネズミで跳躍力が自慢。壁のぼりも得意。
アナホリ
その名の通り、穴を掘るのが得意で1年に1kmも穴を掘った。ガンバ一行が野営する際に寝泊まりするための穴や、潮路の遺体を埋める墓穴などを掘っている。
カリック
歯が強く、齧るのが得意。高倉にガンバ達が閉じ込められそうになった時は、こっそり床を齧って穴を開けてガンバ達を逃がした。
トキ（オイボレ）
忠太のおじの年寄りネズミ。ノロイの一族に追い詰められてネズミが200匹くらいになった春に島から逃げることを提案するが、仲間の反対にあい1匹で島を逃げ出した。ガンバ達について来た時は名前を伏せていたため、やつれた姿からオイボレと呼ばれた。体力が無く足手まといに見せながら、あちこちで皆を助ける。その偶然とも思えない幸運を招くような行動に対し、敬意を込め、敢えてオイボレではなく、じいさんと呼ばれる事もある。イタチ達との闘いの最中に正体が判明するも、ノロイの誘惑に負けそうになった島ネズミ達を引き留めるために死ぬ。
ツブリ
50羽のオオミズナギドリのリーダー。ノロイの一族に妻を殺され、卵を割られたため、復讐を誓った。最後の戦いでネズミ達を助けて復讐を果たす。
七郎
イタチから逃れて高倉に籠っていたネズミ達のリーダー。ノロイとの闘いの直前に、高倉ネズミの数に任せて岩山のリーダーとなり、ガンバ達を追い出そうとするがイタチを目の前にして逃げ腰になり、再びガンバにリーダーの座を明け渡した。
潮路（しおじ）
忠太の姉。しっかり者で、雄ネズミやイタチ相手にもハッキリと物を言う。ガンバと恋仲になるも、最後の戦いでノロイ相手に言い争い、胸を抉られたため、ガンバに見守られながら死んだ。
映画では、生存した。
ノロイ
白い体毛と青い目を持つ、イタチのリーダーで体の大きさは他のイタチとさほど変わらないがひときわ目を引く個体。話術や歌、ダンスなどを駆使して相手を操る魔法のような技を使い、ネズミ達を翻弄する。

## テレビアニメ

### ガンバの冒険
1975年4月7日から同年9月29日まで日本テレビ系列で放送された。全26話。

### BABYGAMBA
2014年7月19日から同年10月11日放送。読みは「ベビーガンバ」。
『冒険者たち -ガンバと15ひきの仲間-』のキャラクターを原案とした2分間のショートアニメ。映画『GAMBA ガンバと仲間たち』のスピンオフ作品。

#### キャスト（ショートアニメ）
- ガンバ - 潘めぐみ
- マンプク - 齋藤彩夏
- シオジ - Lynn
- ノロイ - 津田健次郎
- 高瀬泰幸
- 高橋未奈美

#### スタッフ（ショートアニメ）
- 製作総指揮 - 島村達雄
- 監督 - 河村友宏
- 脚本・シリーズ構成 - 平林佐和子
- 音楽 - 笠松美樹
- 音響監督 - 小泉紀介
- 振り付け - 三代目パークマンサー
- 製作著作 - 白組

## 劇場アニメ

### 冒険者たち ガンバと7匹のなかま
1984年3月4日公開。テレビアニメ『ガンバの冒険』の総集編。

### GAMBA ガンバと仲間たち
2015年10月10日に公開された3DCGアニメ映画。白組が構想15年、総製作費20億円をかけて制作した。キャラクターデザインはテレビアニメの物とは別物である。また、原作にはいるがテレビアニメ版で登場しなかったマンプク等が登場する一方、原作・テレビアニメ共に登場したシジン等は登場しない。
公開初週土日2日間の全国映画動員ランキング（興行通信社調べ）では初登場7位、全国596スクリーン公開で、動員5万8,740人、興収7,505万3,900円にとどまった。これは1スクリーン当たり観客動員が2日で100人弱であり、最終興収は3億円で、製作費の7分の1程度という結果になった。

#### あらすじ（映画）
主人公・ガンバとその相棒・マンプクは都会に住む町ネズミ。ある日、ガンバは町での窮屈な暮らしに飽きてしまい、海に向かおうとする。その途中、ガンバたちは船乗りネズミによるパーティに飛び入り参加する。そこには船乗りネズミのリーダー・ヨイショやその仲間たちがいた。ガンバ達は彼らと親しくなる。ところが、そこへ傷ついたネズミの少年・忠太がノロイ率いるイタチ軍団に仲間を半殺しにされ、船乗りネズミたちに助けてほしいと頼む。しかし、ネズミ達はノロイを恐れていた。それでも放っておけないガンバはノロイを倒すため、忠太の故郷を救うためマンプクやヨイショ、ガクシャ、イカサマ、ボーボを連れて忠太の故郷の島へ向かった。

#### キャスト（映画）
- ガンバ - 梶裕貴[8]
  - 本作の主人公。赤いスカーフをした水色のネズミ。町での退屈な暮らしに飽きて、マンプクと共に海に向かおうとする。そこで、ヨイショ、ガクシャ、ボーボ、イカサマと出会い彼らを連れて、ノロイのいる島に行く冒険の旅に出る。
- 潮路（シオジ） - 神田沙也加[8]
  - ヒロインのような立場で登場。ノロイと戦うガンバを命懸けで救うが、原作とは違い一命を取りとめ、ガンバを見送る。
- マンプク - 高木渉[9]
  - おかっぱ頭の太ったネズミ。少々お調子者で、ガンバのツッコミ役になりがち。
- 忠太 - 矢島晶子[9]
  - ボーボを気遣う様子を見せ、彼の死を悲しんだ。
- ボーボ - 高戸靖広[9]
  - 細目をした黄色いネズミ。首に双眼鏡をぶら下げている。岩の砦にてイタチ軍団の襲撃で致命傷を負い、隣の島への移動を前に死亡する。
- イカサマ - 藤原啓治[9]
  - 手首にナットの腕輪を付けた黒毛のネズミ。ボーボの死後、サイコロをはなむけとして渡す。
- ガクシャ - 池田秀一[9]
  - メガネをかけた白いネズミで船乗りネズミの中では最年長。テレビアニメ版が秀才だがドジな性格であったのに対し、こちらは完璧な秀才として描かれている。
- ヨイショ - 大塚明夫[10][9]
  - 船乗りネズミのリーダー。大柄で赤毛、右目と胸に傷痕がある。当初はガンバと敵対していたが、徐々に心が通じるようになる。
- ツブリ - 野沢雅子[9]
  - この作品では性別はメスに設定されている。
- ノロイ - 野村萬斎[11]
  - 原作と比べスマートな体型になっており、口調は少し女性的である。最後はガンバたちによって海底に沈められ死亡した。

#### スタッフ（映画）
- エグゼクティブ・プロデューサー - アヴィ・アラッド
- 監督 - 河村友宏・小森啓裕
- 脚本 - 古沢良太
- 音楽 - ベンジャミン・ウォルフィッシュ
- 企画・総監督 - 小川洋一
- 主題歌 - 倍賞千恵子「ぼくらが旅に出る理由」[12]
- 製作 - 白組
- 配給 - 東映

#### 受賞
- VFX-JAPANアワード 2016（2016年）
  - 劇場公開アニメーション映画部門 優秀賞 [13]

## ゲーム
『ガンバの冒険 THE パズルアクション』
2003年4月3日発売。SIMPLEキャラクター2000シリーズ。

## 漫画
『GAMBA!ガンバ!〜冒険者たち〜』
2002年に『トラウママンガマガジン』掲載。

## ミュージカル
『冒険者たち ガンバとその仲間』
劇団四季において1976年から繰り返し上演されている。2012年に『ガンバの大冒険』というタイトルにリニューアルされた。
『冒険者たち』
ネルケプランニングにより2009年3月にシアターサンモール（東京・新宿）にて初演。2010年6月にサンシャイン劇場（東京・東池袋）およびテレピアホール（愛知県名古屋市）にて再演。
『冒険者たち〜この海の彼方へ』
2011年10月にカメリアホールにおいて第6回カメリア区民演劇祭でジョイキッズ・ミュージカルスクールにより公演。
2013年1月にカメリアホール、2013年8月に渋谷区文化総合センターでシアタージョイにより公演。
『冒険者たち』〜The Gamba 9〜
2009年の『冒険者たち』の大幅なリニューアル。2013年6月にアトリエダンカンにより東京と名古屋で公演された。主演は上山竜司。

## オーディオブック
- 2015年10月21日よりオトバンクのFeBe!にてくまいもとこの朗読でオーディオブック化。
- 2020年10月23日よりAmazonのAudibleにて野沢雅子の朗読でオーディオブック化。

## デフォルメキャラクター
『BABY GAMBA』（ベビーガンバ）
「冒険者たち ガンバと十五ひきの仲間」をベースに子供たちを元気にするキャラクターとして生み出された。 ガンバをはじめとし可愛らしくデフォルメされたねずみのキャラクターの総称。
2011年7月、AKB48の仲谷明香と田名部生来をヴォーカルとし、楽曲“ええじゃないか”を発表。振り付けはパパイヤ鈴木。東北映画祭2011公式テーマソング。2パターンのミュージックビデオや振り付け編を収録したDVDシングルを発売。

## 関連作品
- グリックの冒険
- ガンバとカワウソの冒険